# Анте Язич
Анте Язич (англ. Ante Jazić, нар. 26 лютого 1976) — канадський футболіст хорватського походження, що грав на позиції захисника та півзахисника. Виступав за низку європейських і американських клубів, а також національну збірну Канади. Володар Кубка Хорватії.

## Клубна кар'єра
Анте Язич народився в Канаді, де розпочав займатися футболом, та грав за аматорські команди. У 1997 році він став гравцем хорватської команди «Хрватскі Драговоляц», в якій грав до 1999 року, зігравши 54 матчі чемпіонату. У 1999 році Язич перейшов до іншого хорватського клубу «Хайдук» (Спліт), у складі якого в цьому сезоні здобув титул володаря Кубка Хорватії.
На початку 2001 року канадський футболіст став гравцем австрійського клубу «Рапід» (Відень), у складі якого грав до 2004 року. Згодом з 2004 по 2006 року Язич грав у складі російської команди «Кубань». У 2006 році канадець перейшов до американського клубу Major League Soccer «Лос-Анджелес Гелаксі», у складі якого грав до 2009 року. У 2009 році Язич перейшов до іншої американської команди Major League Soccer «Чівас США», у складі якої грав до 2012 року, після чого завершив виступи на футбольних полях.

## Виступи за збірну
У 1998 році Анте Язич дебютував у складі національної збірної Канади. У складі збірної футболіст був учасником розіграшу Золотого кубка КОНКАКАФ 2007 року. Загалом протягом кар'єри в національній команді, в якій грав до 2012 року, провів у її складі 34 матчі, забивши один гол.

## Титули і досягнення
- Володар Кубка Хорватії (1):

«Хайдук» (Спліт): 1999–2000